# Cloford
Cloford – wieś w Anglii, w Somerset, w dystrykcie (unitary authority) Somerset, w civil parish Wanstrow. W 1931 roku civil parish liczyła 117 mieszkańców. Cloford jest wspomniana w Domesday Book (1086) jako Claford, Claforda lub Cladforda.